# Thomas Illyricus
Thomas Illyricus ou d'Osimo est un religieux franciscain né en 1484 à Vrana, dans le diocèse de Zara, en Dalmatie (ou Illyrie d'où son surnom Illyricus), mort en  1528 à Carnolès, une dépendance de Monaco.
Figure du prédicateur itinérant, voyageur infatigable, surnommé « l'Exclamateur de la parole de Dieu », il prêche principalement en Italie et dans le sud de la France. Il combat les erreurs de l'Église et le « dérèglement des mœurs », mais aussi les progrès de la Réforme luthérienne et du valdéisme, et il rédige des sermons et des traités polémiques.

## Biographie
Thomas Illyricus naît en 1484 à Vrana, cité de la côte dalmate sous domination vénitienne. Quelques années plus tard, ses parents s'installent à Osimo, une ville des Marches, province adriatique des États pontificaux. Il passe sa jeunesse à la campagne, avant d'entrer au couvent franciscain d'Osimo.
À l'âge de 25 ans, il est ordonné prêtre et il prêche d'abord dans les villages de la région. En 1515, il se rend en pèlerinage à Saint-Jacques-de-Compostelle et prêche à Gênes, Parme, Rimini, Pesaro et Raguse. Il restaure notamment le couvent Saint-François de Mortera, près de Giaveno.
Entre 1518 et 1522, il se rend une deuxième fois en pèlerinage à Saint-Jacques-de-Compostelle, poursuivant son œuvre de prédication dans les villes qu'il traverse en France, comme en Espagne. Il passe en particulier à Genève, Grenoble, Aix-en-Provence, Toulouse, Nérac, Montauban, Cahors, Villefranche-de-Rouergue, Condom, Bordeaux et Foix. En 1519, de retour d'Espagne, il s'établit près de la Teste-de-Buch, à Arcachon, où il fonde un ermitage,.
En 1522, revenu en Italie, il parcourt le Piémont, au cœur des États de Savoie. Il compose alors ses premières œuvres anti-luthériennes, combattant les idées de la Réforme. Au cours de l'été 1525, il prêche en Lorraine, en Alsace et dans la vallée rhénane. En 1527, le pape Clément VII le nomme inquisiteur général pour le duché de Savoie. Thomas poursuit cependant sa vie d'itinérance, fréquentant les cités de la côte méditerranéenne et passant par Monaco et Nice. Il meurt à la fin de l'année 1528. Il est enterré dans l'église du prieuré Sainte-Marie de Carnolès, près de la cité de Roquebrune.

## Œuvre
Thomas Illyricus laisse une œuvre composée de sermons, de lettres et d'écrits apologétiques. Il se signale par sa lutte contre les « schismatiques », c'est-à-dire contre les partisans de la Réforme luthérienne, mais aussi contre les autres réformateurs protestants et les vaudois.
Il se fait également le promoteur d'une réforme interne de l'Église catholique, des mœurs du clergé et des laïcs, proposant un retour à la pureté évangélique. Il s'inscrit ainsi dans un mouvement caractéristique de la Renaissance religieuse qui aboutit, au milieu du XVIe siècle, au concile de Trente et à la Réforme catholique.

### Citations
« Mais peut-être que, frappé de la nouveauté de ce point de vue, l'un de vous me dira : « Frère Thomas, pourquoi t'es-tu donc consacré à la solitude ? Pourquoi ces bois retirés te plaisent-ils ? » Je lui réponds : « Une ville est pour moi une prison, la solitude un paradis. Je trouve d'ailleurs tant de difficultés partout où je suis qu'en face de ce lieu inhospitalier lui-même je suis contraint de crier bien haut par écrit et en public. » 
« Il est dit : « Demeure en paix. » Tu ne peux tout à fait craindre un homme d'Illyrie qui se cache dans des cavernes retirées, en compagnie des bêtes. Je tends mes filets autour des villes, diras-tu, je séduis le peuple, j'apporte le schisme. Mais jamais je n'ai fait cela et jamais je ne le ferai, que crains-tu donc ? »